# Please Murder Me

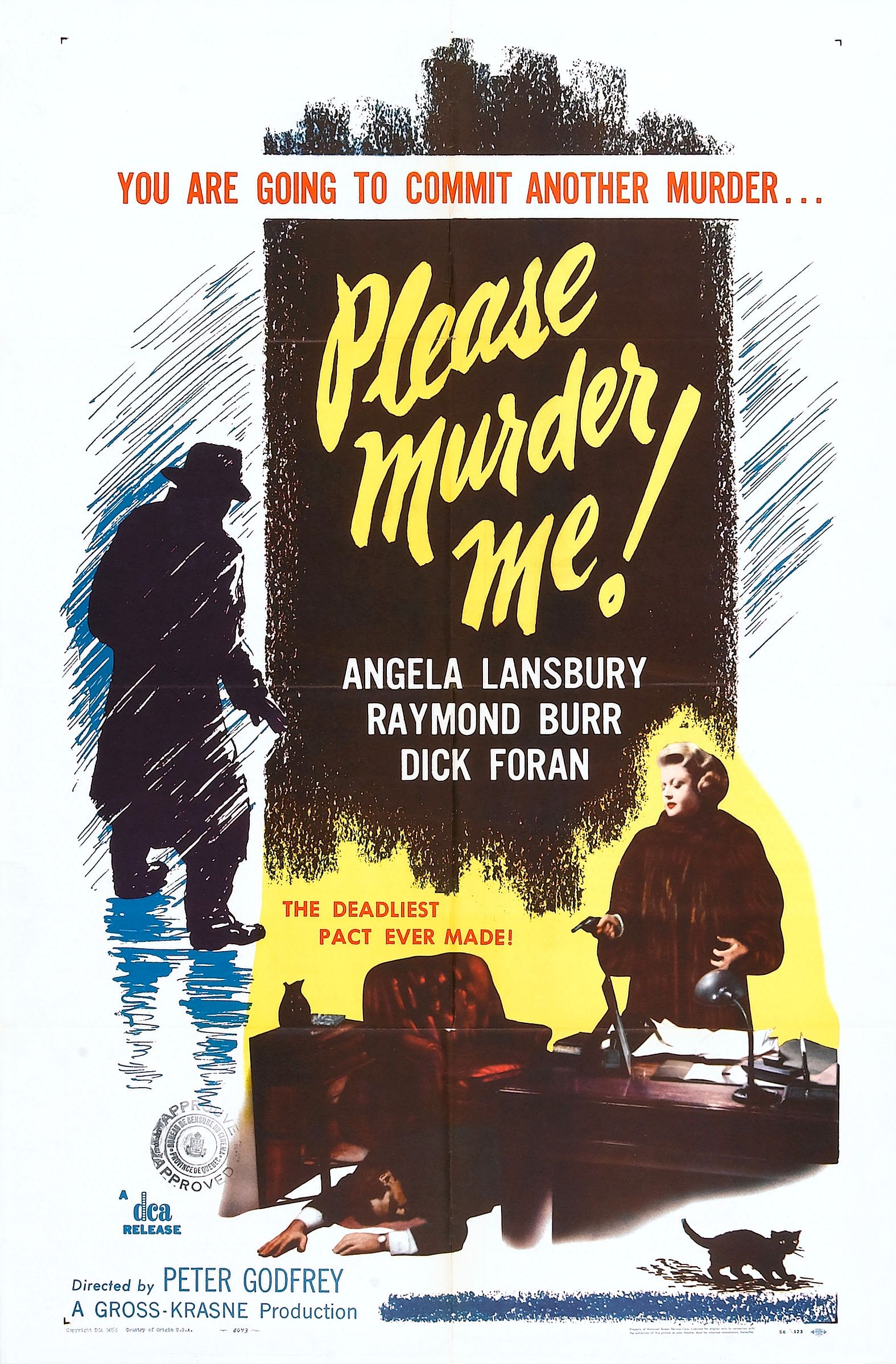
Affiche du film.

Please Murder Me est un film noir américain réalisé par Peter Godfrey, sorti en 1956.

## Synopsis
L'avocat de la défense Craig Carlson achète un pistolet à un prêteur sur gage, et le dépose dans le tiroir de son bureau avec un dossier. Il dicte un message dans un magnétophone pour le procureur Ray Willis, révélant qu'il s'attend à être assassiné prochainement, et commence à raconter son histoire dans de longs flashbacks.
Les souvenirs commencent avec l'aveu de Craig à son ami Joe Leeds qu'il a une liaison avec sa femme Myra, qui veut divorcer. Joe demande à Craig de lui laisser le temps de réfléchir à la question. Quelques jours plus tard, à son bureau, Joe termine d'écrire une lettre et la donne à son partenaire commercial Lou Kazarian pour qu'il l'envoie par courrier. Joe téléphone à Myra pour lui dire qu'il sera bientôt à la maison pour discuter avec lui. Là, il confronte Myra dans leur chambre, où une porte est fermée et un coup de feu se fait entendre. La police enquête sur la mort de Joe. Myra explique que Joe s'est mis en colère et l'a menacée physiquement, la forçant à lui tirer dessus en état de légitime défense. Craig est également sur les lieux, arrivé avant la police et agissant en tant qu'avocat de Myra.

## Fiche technique
- Réalisation : Peter Godfrey
- Scénario : Donald Hyde, Al C. Ward d'après une histoire de David T. Chantler et Ewald André Dupont
- Producteur : 	Donald Hyde
- Photographie : Alan Stensvold
- Montage : Kenneth G. Crane
- Musique : Albert Glasser
- Genre : Crime, drame[1]
- Distributeur : Distributors Corporation of America
- Durée : 78 minutes[2]
- Date de sortie : 1er mars 1956

## Distribution
- Angela Lansbury : Myra Leeds

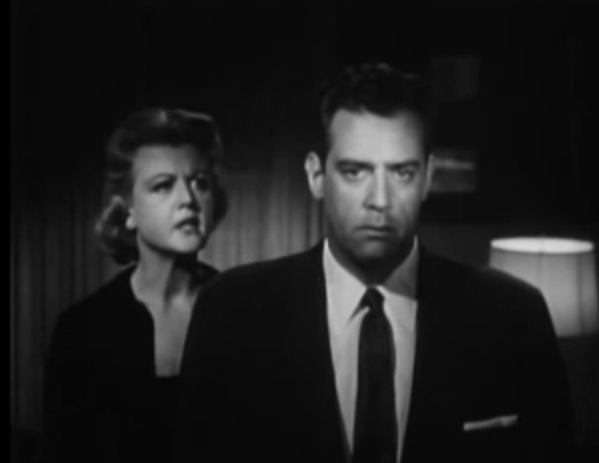
Angela Lansbury et Raymond Burr dans une scène du film.

- Raymond Burr : Attorney Craig Carlson
- Dick Foran : Joe Leeds
- John Dehner : District Attorney Ray Willis
- Lamont Johnson : Carl Holt
- Robert Griffin : Lou Kazarian
- Denver Pyle : Detective Lieutenant Bradley
- Russ Thorson : Juge